# Formato CMX
El CMX es un formato de archivos que se encuentra en periodo de desarrollo por las más importantes casas disqueras entre ellas Emi, Warner, Universal y Sony BMG y se presenta como futuro sucesor del formato MP3, la premisa del Cmx es similar a la del formato de Apple Cocktail.

## Características
El Formato CMX cuenta con datos de audio, letras, Portadas de los álbumes todo en un solo archivo y se identifica por la terminación .cmx (punto cmx).
Este formato está programado para impedir su copia indiscriminada así como para dar una gran experiencia de sonido, aplicando mejoras en la calidad del mismo.
El lanzamiento de los primeros álbumes en el formato Cmx, se ha programado en periodo de prueba para el mes de noviembre de 2009, para analizar cual es la reacción de los usuarios Internet y de dispositivos musicales.